# Yves Michaud (filosofo)
Yves Michaud (Lione, 11 luglio 1944) è un filosofo francese.

## Biografia
Ha studiato filosofia e scienza all'École normale supérieure e alla Sorbona di Parigi. Nel 1981 ha ottenuto il dottorato all'Università de Paris-Sorbonne con la tesi Empirisme, analyse et philosophie chez David Hume, preparato sotto la direzione di Suzanne Bachelard. Divenne successivamente assistente e docente presso l'Università di Montpellier III (1970-1981), professore di filosofia a Berkeley, a Edimburgo, a Rouen (1981-1985), a São Paulo, e all'Università di Parigi I (1985-1989 e di nuovo dal 1996). È stato direttore dell'École nationale supérieure des beaux-arts dal 1989 al 1997 e membro del Institut universitaire de France 2003-2009. Nel 2000, Michaud ha collaborato con Jean-Jacques Aillagon per fondare l'Université de tous les savoirs.
Nel 2007 Le Figaro ha pubblicato il suo articolo intitolato Ce nouveau fondamentalisme moral qui menace la société française.

## Pubblicazioni
- Violence et politique, 1978
- Hume et la fin de la philosophie, 1983
- La Violence, PUF, coll. « Que sais-je ? », 1986
- Locke, 1986 ; réimpr. 1998
- Enseigner l'art ? : analyses et réflexions sur les écoles d'art, Nîmes, 1993
- La Crise de l'art contemporain, 1997
- Changements dans la violence : essai sur la bienveillance et sur la peur, 2002
- Précis de recomposition politique : des incivismes à la française et de quelques manières d'y remédier, Paris, Climats, 2002, réimpr. 2006
- L'Art à l'état gazeux : essai sur le triomphe de l'esthétique, 2003
- Université de tous les savoirs : le renouvellement de l'observation dans les sciences, 2004
- Chirac dans le texte, la parole et l'impuissance, 2004
- Humain, inhumain, trop humain : réflexions philosophiques sur les biotechnologies, la vie et la conservation de soi à partir de l'œuvre de Peter Sloterdijk, Paris, Climats, 2006
- L'artiste et les commissaires : quatre essais non pas sur l'art contemporain mais sur ceux qui s'en occupent, Paris, Hachette, 2007
- Qu'est-ce que le mérite ?, Bourin éditeur, 2009
- Ibiza mon amour ; enquête sur l'industrialisation du plaisir, NiL editions, 2012
- Narcisse et ses avatars, Broché, 2014